# Communauté de communes du Pays de Menat
La communauté de communes du Pays de Menat est une ancienne communauté de communes française, située dans le département du Puy-de-Dôme en région Auvergne-Rhône-Alpes.

## Historique
Le projet de schéma départemental de coopération intercommunale du Puy-de-Dôme, dévoilé en octobre 2015, proposait la scission de la communauté de communes du Pays de Menat en deux parties séparées par la Sioule, « jouant le rôle d'une frontière naturelle » :
- une intercommunalité formera les quatre communes situées à l'ouest de la Sioule avec les communautés de communes Cœur de Combrailles, du Pays de Saint-Éloy-les-Mines, de Pionsat ainsi que la commune de Virlet : 34 communes, toutes en zone de montagne, pour une population d'environ 17 000 habitants ;
- une autre intercommunalité formera les huit communes restantes, à l'est de la Sioule, avec les communautés de communes des Côtes de Combrailles et de Manzat : 29 communes, dont 22 en zone de montagne, pour une population d'environ 18 500 habitants.

Les périmètres proposés ne sont pas modifiés à la suite de l'adoption du SDCI en mars 2016. Ces fusions sont confirmées par deux arrêtés préfectoraux du 19 décembre 2016, rectifiés par deux autres arrêtés du 22 :
- les communes situées à l'ouest de la Sioule rejoignent la communauté de communes du Pays de Saint-Éloy (nom provisoire) ;
- les communes situées à l'est de la Sioule rejoignent la communauté de communes Combrailles Sioule et Morge.

L'arrêté préfectoral no 16-02968 du 19 décembre 2016 met fin à l'exercice des compétences de la communauté de communes du Pays de Menat.

## Territoire communautaire

### Composition
Elle regroupe les douze communes de l'ancien canton de Menat :
| Nom                      | Code Insee | Gentilé           | Superficie (km2) | Population (dernière pop. légale) | Densité (hab./km2) |
| ------------------------ | ---------- | ----------------- | ---------------- | --------------------------------- | ------------------ |
| Pouzol (siège)           | 63286      | Pouzolais         | 13,93            | 281 (2014)                        | 20                 |
| Blot-l'Église            | 63043      | Blotaires         | 25,29            | 378 (2014)                        | 15                 |
| Lisseuil                 | 63197      |                   | 6,88             | 101 (2014)                        | 15                 |
| Marcillat                | 63208      | Marcillatois      | 11,76            | 281 (2014)                        | 24                 |
| Menat                    | 63223      | Menatois          | 20,31            | 568 (2014)                        | 28                 |
| Neuf-Église              | 63251      |                   | 14,94            | 301 (2014)                        | 20                 |
| Saint-Gal-sur-Sioule     | 63344      | Saint-Galois      | 9,52             | 134 (2014)                        | 14                 |
| Saint-Pardoux            | 63382      | Saint-Pardousiens | 15,99            | 429 (2014)                        | 27                 |
| Saint-Quintin-sur-Sioule | 63390      | Saint-Quintinois  | 14,32            | 369 (2014)                        | 26                 |
| Saint-Rémy-de-Blot       | 63391      |                   | 15,22            | 232 (2014)                        | 15                 |
| Servant                  | 63419      | Servantais        | 26,56            | 532 (2014)                        | 20                 |
| Teilhet                  | 63428      |                   | 18,81            | 301 (2014)                        | 16                 |

### Démographie
| 1968  | 1975  | 1982  | 1990  | 1999  | 2008  | 2013  |
| ----- | ----- | ----- | ----- | ----- | ----- | ----- |
| 5 024 | 4 410 | 4 042 | 3 621 | 3 521 | 3 731 | 3 908 |

## Économie

### Tourisme

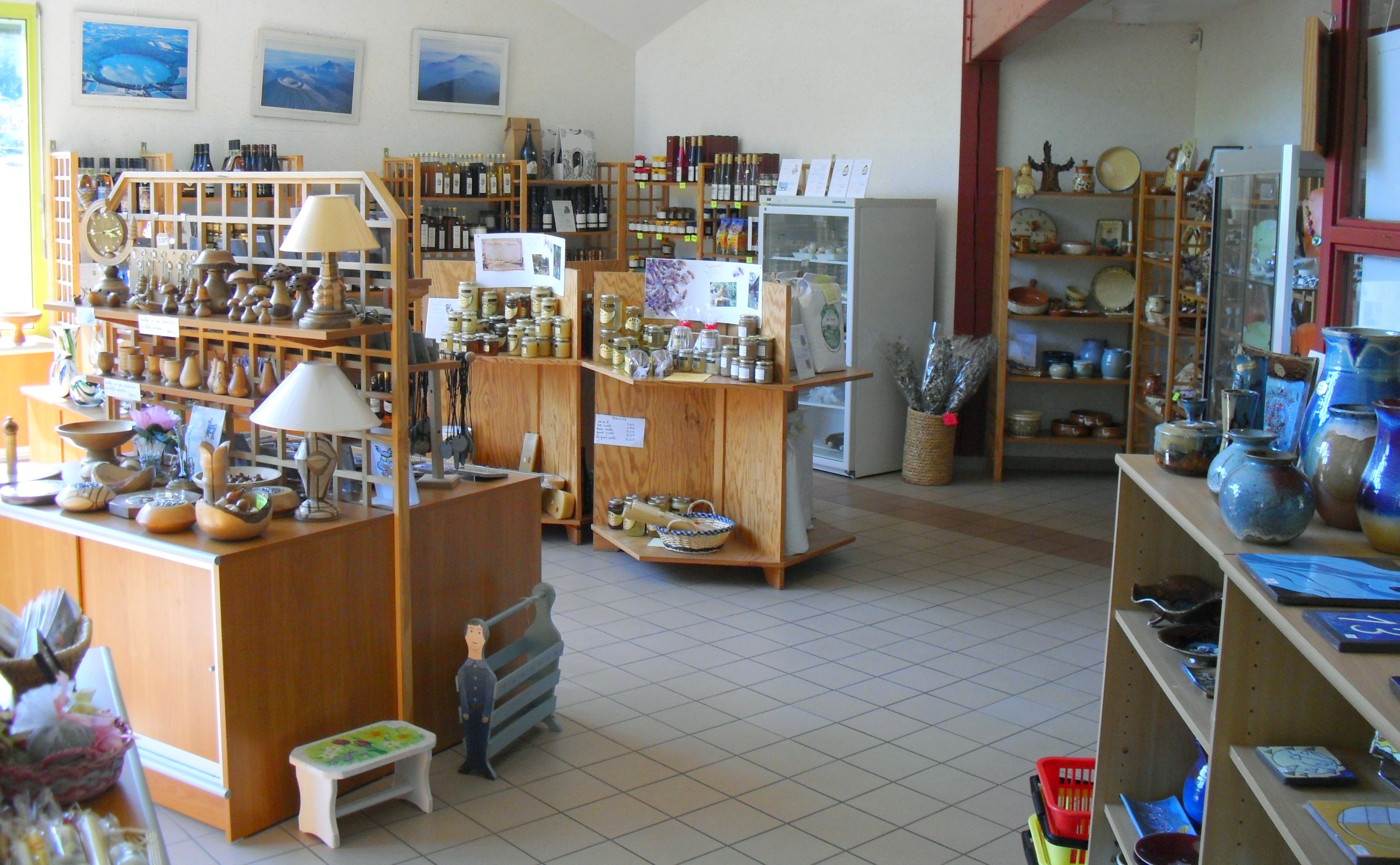
Maison de Pays de Menat (vente des produits locaux).

Une des compétences d'action de la communauté de communes est le tourisme à travers le fonctionnement d'une structure de type office de tourisme (classé 1 étoile), créée en 1989 qui s'appelle la « Maison de Pays ». Celle-ci accueille et renseigne les touristes qui se rendent dans le canton pour visiter essentiellement la vallée de la Sioule. Elle leur propose un programme d'animations estivales et des expositions thématiques dans une salle spéciale. La Maison de Pays est également une vitrine de ventes des produits du terroir (miel, fromages, vin, huile, farine, etc.) et de l'artisanat local.

## Administration

### Siège
Le siège de la communauté de communes est situé au Pont de Menat, sur la commune de Pouzol.

### Les élus
La communauté de communes est gérée par un conseil communautaire composé de 25 membres représentant chacune des communes membres.
Ils sont répartis comme suit :
| Nombre de délégués | Communes |
| ------------------ | --- |
| 3                  | Menat, Servant |
| 2                  | Blot-l'Église, Marcillat, Neuf-Église, Pouzol, Saint-Gal-sur-Sioule, Saint-Pardoux, Saint-Quintin-sur-Sioule, Saint-Rémy-de-Blot, Teilhet |
| 1                  | Lisseuil |

### Présidence
En 2014, le conseil communautaire a élu son président, Bernard Duverger (maire de Teilhet), et désigné ses cinq vice-présidents qui sont :
1. Chantal Pieuchot-Monnet (maire de Saint-Pardoux) ;
2. Dominique Juvigny (premier adjoint au maire de Blot-l'Église) ;
3. Gérard Vellard (premier adjoint au maire de Menat) ;
4. Sylvain Durin (maire de Servant) ;
5. François Roguet (maire de Saint-Rémy-de-Blot).

### Compétences
L'intercommunalité exerce des compétences qui lui sont déléguées par les communes membres.
Compétences obligatoires :
- développement économique :
  - aménagement et gestion de zones d'activité industrielle, commerciale, tertiaire, artisanale ou touristique,
  - actions de développement économique (promotion et prospection dans les domaines économique, touristique et agricole), gestion du patrimoine forestier ;
- aménagement de l'espace : mise en œuvre de la politique de Pays, schémas de cohérence territoriale et de secteur, création et réalisation de zones d'aménagement concerté.

Compétences optionnelles :
- politique du logement et du cadre de vie : opérations collectives de soutien et de réhabilitation de l'habitat, politique du logement social d'intérêt communautaire, actions en faveur du logement des personnes défavorisées ;
- création, aménagement et entretien de la voirie ;
- construction, entretien et fonctionnement d'équipements culturels et sportifs ;
- action sociale d'intérêt communautaire (enfance et petite enfance, personnes âgées et défavorisées).

### Régime fiscal et budget
La communauté de communes applique la fiscalité professionnelle unique.
Pour l'année 2015, les taux d'imposition sont les suivants : taxe d'habitation 9,78 %, foncier bâti 1,36 %, foncier non bâti 10,71 %, cotisation foncière des entreprises 22,91 %.

### Source
- Fiche dans la base nationale sur l'intercommunalité